# Маямісбург (Огайо)
Маямісбург (англ. Miamisburg) — місто (англ. city) в США, в окрузі Монтгомері штату Огайо. Населення — 19 923 особи (2020).

## Географія
Маямісбург розташований за координатами 39°37′51″ пн. ш. 84°16′15″ зх. д. / 39.63083° пн. ш. 84.27083° зх. д. (39.630938, -84.270742).  За даними Бюро перепису населення США в 2010 році місто мало площу 32,04 км², з яких 31,56 км² — суходіл та 0,48 км² — водойми.

## Демографія
Згідно з переписом 2010 року, у місті мешкала 20 181 особа в 7948 домогосподарствах у складі 5570 родин. Густота населення становила 630 осіб/км².  Було 8604 помешкання (269/км²).
Расовий склад населення:
| - 93,8 % — білих - 3,0 % — чорних або афроамериканців - 1,0 % — азіатів - 0,2 % — корінних американців |

До двох чи більше рас належало 1,5 %. Частка іспаномовних становила 1,6 % від усіх жителів.
За віковим діапазоном населення розподілялося таким чином: 25,1 % — особи молодші 18 років, 58,7 % — особи у віці 18—64 років, 16,2 % — особи у віці 65 років та старші. Медіана віку мешканця становила 40,2 року. На 100 осіб жіночої статі у місті припадало 90,7 чоловіків;  на 100 жінок у віці від 18 років та старших — 88,3 чоловіків також старших 18 років.
Середній дохід на одне домашнє господарство  становив 66 726 доларів США (медіана — 53 582), а середній дохід на одну сім'ю — 77 788 доларів (медіана — 67 466). Медіана доходів становила 51 556 доларів для чоловіків та 40 909 доларів для жінок. За межею бідності перебувало 13,5 % осіб, у тому числі 26,7 % дітей у віці до 18 років та 7,1 % осіб у віці 65 років та старших.
Цивільне працевлаштоване населення становило 9548 осіб. Основні галузі зайнятості: освіта, охорона здоров'я та соціальна допомога — 22,6 %, виробництво — 15,7 %, роздрібна торгівля — 13,5 %.